# Lijst van spelers van KSK Beveren
Deze lijst omvat voetballers die bij KSK Beveren gespeeld hebben. De spelers zijn gerangschikt volgens alfabet.

## A
- Romeo Seka Affessi
- Erwin Albert

## B
- Sadio Ba
- Marc Baecke
- Hans Belligh
- Gilbert Bodart
- Marnik Bogaerts
- Arthur Boka
- Anouar Bou-Sfia
- Yves Buelinckx
- Robby Buyens
- Freddy Buyl

## C
- Hans Christiaens
- Albert Cluytens
- Pieter Collen
- Barry Boubacar Copa
- Peter Creve

## D
- Tomas Danilevičius
- Wim De Decker
- Niels De Pauw
- Geert De Vlieger
- Filip De Wilde
- Mahamadou Dissa

## E
- Emmanuel Eboué
- Hans Engbersen
- Yves Essende

## F
- David Fairclough
- Khalid Fouhami

## G
- Philippe Garot
- Gervinho
- Patrick Goots

## H
- Tony Herreman
- Wim Hofkens

## I
- Ibou
- Kristof Imschoot

## J
- Jean Janssens
- Omer Janssens
- Eddy Jaspers
- Krunoslav Jurčić

## K
- Seydou Badjan Kanté
- Marek Kusto
- Charles Kwateng

## L
- Paul Lambrichts
- Erwin Lemmens
- Dominique Lemoine
- Saúl Lisazo
- Julien Lodders
- Igor Lolo

## M
- Peter Maes
- Ronny Martens
- Sandy Martens
- Carl Massagie

## N
- Arsène Né
- Marco Né
- Chidi Nwanu

## O
- Souleymane Oulare

## P
- Tristan Peersman
- Danny Pfaff
- Jean-Marie Pfaff
- Yannick Put

## R
- Romaric
- Robert Roest
- Dirk Rosez
- Peter Rufai

## S
- Moussa Sanogo
- Heinz Schönberger
- Karel Snoeckx
- Mike Smet
- Lambert Šmíd
- Graham Stack
- Patrick Stalmans
- Igors Stepanovs
- Bob Stevens
- Olivier Suray

## T
- Benoît Thans
- Davy Theunis
- Paul Theunis
- Dirk Thoelen
- Remco Torken
- Yaya Touré

## U
- Sašo Udovič

## V
- Edwin van Ankeren
- Marc van Britsom
- Bart van den Eede
- Stephan Van der Heyden
- Paul Vangenechten
- Maurice van Ham
- Yves Van Lokeren
- Wilfried Van Moer
- Peter van Vossen
- Eric Viscaal
- Björn Vleminckx
- Mark Volders

## W
- Dieter Weihrauch

## Y
- Gilles Yapi Yapo

## Z
- Marcin Żewłakow
- Michał Żewłakow

RSC Anderlecht ·
Antwerp FC ·
Beerschot AC ·
Beerschot VA ·
KSK Beveren ·
Rupel Boom ·
Cercle Brugge · 
Club Brugge ·
KRC Genk ·
KAA Gent · 
KV Kortrijk ·
OH Leuven ·
Lierse SK ·
RFC de Liège ·
KSC Lokeren ·
Lommel SK ·
KV Mechelen ·
Royal Excel Moeskroen ·
RAEC Mons ·
KV Oostende ·
RFC Seraing ·
STVV ·
Sporting Charleroi ·
Standard Luik ·
AFC Tubize ·
Union SG ·
KVC Westerlo ·
SV Zulte Waregem